# Final Fantasy VII Advent Children
Final Fantasy VII Advent Children (ファイナルファンタジーVII アドベントチルドレン) là một phim anime đồ họa vi tính phát hành năm 2005 do Nomura Tetsuya đạo diễn và Nozue Takeshi đồng đạo diễn. Sản xuất bởi Kitase Yoshinori và Hashimoto Shinji. Kịch bản do Nojima Kazushige thực hiện và âm nhạc soạn bởi Uematsu Nobuo. Phim anime này được phát triển bởi sự hợp tác giữa Visual Works và Square Enix. Advent Children là tựa đầu tiên trong dòng Compilation of Final Fantasy VII phát triển từ trò chơi điện tử nhập vai nổi tiếng năm 1997 là Final Fantasy VII.
Lấy bối cảnh hai năm sau sự kiện trong Final Fantasy VII tại thành phố Edge. Cloud Strife thì làm nghề chuyển phát còn Tifa Lockhart thì lo chăm sóc hai đứa trẻ, một là con gái nuôi của Barret gửi nhờ, một căn bệnh lạ được gọi là "Geostigma" ập xuống thành phố và Cloud được triệu tập để thuê tìm ra nguyên nhân gây bệnh. Bộ phim được phát hành dưới dạng DVD tại Nhật Bản ngày 14 tháng 9 năm 2005 sau đó một năm thì bắt đầu phát hành tại thị trường Bắc Mỹ và châu Âu. Phiên bản đặc biệt của bộ phim có chứa các đoạn phim ngắn về các sự kiện xảy ra trước và sau bộ phim. Ngày 16 tháng 4 năm 2009, Square Enix đã phát hành phiên bản điều chỉnh có tựa Final Fantasy VII Advent Children Complete dưới định dạng Blu-ray có cốt truyện nối dài hơn phiên bản gốc và hiệu ứng hình ảnh được trau chuốt hơn.
Ý tưởng làm bộ phim này hình thành khi Kitase viết một kịch bản tập trung vào hai nhân vật Cloud và Tifa. Visual Works đã chọn Final Fantasy VII làm tựa chính cho bộ phim tiếp theo của họ và Square Enix giúp phát triển nó. Final Fantasy VII Advent Children nhận được nhiều đánh giá khác nhau đến từ mạng, nó được khen bởi những cảnh chiến đấu và nét vẽ nhưng cũng có ý kiến về việc những ai chưa từng chơi Final Fantasy VII sẽ không hiểu cốt truyện. Phim anime này nhận được "Giải thưởng Maria" trong Liên hoan phim Sitges năm 2005, cùng danh hiệu "Anime xuất sắc nhất" tại American Anime Awards. Đến tháng 5 năm 2009, Advent Children đã bán được 4,1 triệu bản trên toàn thế giới dưới định dạng DVD và UMD. Advent Children Complete thì nhận được nhiều đánh giá tốt hơn vì nó có nhiều điểm mới cũng như có doanh thu tốt.

## Tổng quan

### Nhân vật

#### Nhóm từ Final Fantasy VII
Cloud Strife (クラウド・ストライフ)
Lồng tiếng bởi: Sakurai Takahiro
Tifa Lockhart (ティファ・ロックハート)
Lồng tiếng bởi: Itō Ayumi
Vincent Valentine (ヴィンセント・ヴァレンタイン)
Lồng tiếng bởi: Suzuki Shōgo
Barret Wallace (バレット・ウォーレス)
Lồng tiếng bởi: Kobayashi Masahiro
Cid Highwind (シド・ハイウインド)
Lồng tiếng bởi: Yamaji Kazuhiro
Yuffie Kisaragi (ユフィ・キサラギ)
Lồng tiếng bởi: Kakazu Yumi
Cait Sith (ケット・シー)
Lồng tiếng bởi: Ishikawa Hideo
Red XIII (レッドXIII)
Lồng tiếng bởi: Ichimura Masachika
Aerith Gainsborough (エアリス・ゲインズブール)
Lồng tiếng bởi: Sakamoto Maaya

#### Tập đoàn Shinra
Rufus Shinra (ルーファウス神羅)
Lồng tiếng bởi: Ōkawa Tōru
Reno (レノ)
Lồng tiếng bởi: Fujiwara Keiji
Rude (ルード)
Lồng tiếng bởi: Kusunoki Taiten
Tseng (ツォン)
Lồng tiếng bởi: Suwabe Junichi
Elena (イリーナ)
Lồng tiếng bởi: Toyoguchi Megumi

#### Băng Kadaj
Kadaj (カダージュ)
Lồng tiếng bởi: Morikubo Shōtarō
Yazoo (ヤズー)
Lồng tiếng bởi: Kishi Yūji
Loz (ロッズ)
Lồng tiếng bởi: Nomura Kenji

#### Khác
Marlene Wallace (マリン・ウォーレス)
Lồng tiếng bởi: Tsuzurahara Miyū, Morohoshi Sumire (bản Complete)
Denzel (デンゼル)
Lồng tiếng bởi: Ikeda Kyōsuke, Izawa Kazumu (bản Complete)
Sephiroth (セフィロス)
Lồng tiếng bởi: Morikawa Toshiyuki
Zack Fair (ザックス・フェア)
Lồng tiếng bởi: Suzumura Kenichi

## Sản xuất
Việc thực hiện Advent Children hình thành khi Nojima Kazushige nảy ra ý tưởng "Hãy viết câu chuyện về Cloud và Tifa cùng những đứa trẻ". Visual Works hãng chuyên làm các phim dựng hình đồ họa 3D cho Square đã chọn Final Fantasy VII làm tựa chính cho bộ phim mà sắp làm. Phòng nghiên cứu và phát triển của Square đã làm việc với ý tưởng của bộ phim, đạo diễn Nomura Tetsuya đã tham gia đội ngũ làm phim sau khi nhà sản xuất Kitase Yoshinori kêu ông cùng tham gia. Advent Children có kế hoạch ban đầu là trò chơi nối tiếp cho Final Fantasy VII nhưng Nomura nói rằng đó là việc không thể do một số yếu tố trong đó có việc Visual Works không làm trò chơi điện tử. Vì thế nhóm thực hiện quay lại kế hoạch ban đầu là chỉ thực hiện bộ phim dựa trên cốt truyên. Những người thực hiện của bộ phim không có kinh nghiệm về việc làm làm một bộ phim như thế nào để và chỉ có thể dựa vào kinh nghiệm thực hiện những đoạn phim trong trò chơi. Họ đã sử dụng máy quét chuyển động ba chiều để thực hiện các cảnh chiến đấu, nhưng những cảnh nhân vật chuyển động một cách rất khó và gần như không thể so với người bình thường thì được thực hiện bằng tay. Vào tháng 10 năm 2003 Nomura, nói bộ phim đã hoàn thành được 10% cũng khá lâu từ khi kịch bản được viết và không phải tất cả các nhân vật đều đã được thiết kế. Nomura cảm thấy Advent Children hoàn toàn khác các phim của Hollywood. Những người tham gia thực hiện bộ phim nói họ có cảm giác và giải thích khác nhau khi xem các cảnh khác nhau trong phim, Nomura nghĩ rằng việc mỗi người cảm nhận bộ phim một cách khác nhau là một đặc điểm của bộ phim.
Bộ phim tập trung vào hai nhân vật Cloud và Tifa giống như các tác tác phẩm khác trong dòng Compilation of Final Fantasy VII tập trung vào các nhân vật mà nó nói đến. Nomura cho biết bộ phim ban đầu chỉ dài 20 phút. Kịch bản gốc xoay quanh một tin nhắn được gửi đến cho Cloud bởi một người nào đó, tin nhắn đó được chuyển đến cho Cloud thông qua nhiều đứa trẻ và Cloud muốn tìm xem ai là người gửi tin nhắn đó. Nomura rất thích kịch bản ban đầu, nó đã trở thành nền tảng cho chủ đề kết thúc bộ phim. Ông quyết định làm cho bộ phim trở lên dài hơn dự tính ban đầu vì những lời nói đầu xuất hiện trong bộ phim đã kích thích Nomura. Nhóm làm phim đã quyết định bộ phim sẽ dài 60 phút nhưng sau khi thiết kế bộ phim kéo dài ra 100 phút. Nojima mêu tả chủ đề của bộ phim là "sống còn" và Nomura nhận xét rằng chủ đề đó không khớp lắm với cốt truyện. Một chủ đề khác trong bộ phim là sự dằn vặt trong Cloud khi không thể cứu được các bạn của mình là Zack và Aerith. Những cảm xúc này được tượng trưng bởi một con sói xám xuất hiện trong những cảnh Cloud nghĩ về họ. Con sói biến mất vào cuối của bộ phim như Cloud đã trở nên thanh thản với các cảm xúc của mình. Từ "children" được dùng để nói về những đứa trẻ trong bộ phim tượng trưng cho "thế hệ tiếp theo".
Nozue Takeshi và Nomura cùng làm đạo diễn cho bộ phim đã từng làm việc chung với nhau trong dự án trò chơi Kingdom Hearts. Nomura cảm thấy nên thêm chiều sâu cho các cảnh của bộ phim. Nozue đã nói rằng khi ông tiến hành công việc là vì ông đã quen với đồ họa 3D nên cảm thấy rằng các bản vẽ cảnh 2D quá đơn giản. Vì vậy, cho dù chỉ với vài bản vẽ tay 2D về phong cảnh cũng gây khó khăn trong việc chọn tư thế nhân vật và góc quay như thế nào khi dựng thành 3D. Trong việc làm các cảnh chiến đấu, Nozue và Nomura đầu tiên thảo luận về các thiết lập và bố trí sau đó các thành viên tham gia ý kiến đưa ra ý tưởng, sau cùng họ chọn những ý tưởng tốt nhất để thực hiện cảnh quay. Cảnh chiến đấu giữa nhóm của Cloud và Bahamut là cảnh quay khó nhất mà nhóm làm phim phải thực hiện với phong cảnh rất rộng cùng nhiều vật thể khác nhau mà nhóm làm phim đã phải cố làm sao cho nó trông thực nhất. Việc các nhân vật kể cả Bahamut thay đổi vị trí và tư thế liên tục đã khiến cho nhóm làm phim mất một thời gian dài để hoàn tất cảnh quay. Nomura nói rằng nhóm làm phim đã quyết định không lo về việc các cảnh chiến đấu phải trông giống thực, không cần có những hạn chế, chỉ cần chúng trông ấn tượng. Vì thế họ đã thực hiện các cảnh chiến đấu theo trí tưởng tượng của họ.
Nhóm làm phim gặp rắc rối với việc thiết kế nhân vật và cảm thấy gần như không thể trong việc thiết kế lại để mang các nhân vật từ Final Fantasy VII sang bộ phim với hình dáng người thật được, một thông số về nhân vật trong trò chơi phải được thay đổi. Nhân vật Cloud được thiết kế lại dựa trên việc kết hợp sáu bản thiết kế mới để trông giống thật. Nhân vật Sephiroth cũng khó để thiết kế và nhân vật này đã làm nhóm làm phim mất hai năm để hoàn chỉnh vì thế nhân vật này chỉ xuất hiện ở phần gần cuối phim. Nozue gặp vấn đề trong việc thiết kế nhân vật Tifa với tiêu chí cơ thể của cô phải "Cân đối và vẫn toát ra vẻ nữ tính". Tháng 4 năm 2003 việc thiết kế 3 nhân vật Kadaj, Loz và Yazoo được thực hiện với tiêu chí dựa trên hình ảnh của Sephiroth với sự tàn ác, sức mạnh và sức hấp dẫn. Vì dựa trên hình ảnh Sephiroth nên bộ ba này phải trông trẻ hơn Cloud để hợp với chủ đề "thế hệ kế tiếp". Trong lúc làm bộ phim nhóm làm phim thấy nhân vật Aerith không được nhắc đến trong kịch bản gốc. Nhóm làm phim đã quyết định thêm vào một số cảnh có nhân vật này để nói họ không quên mất cô.

## Âm thanh

### Lồng tiếng
Advent Children có một dàn diễn viên lồng tiếng nổi tiếng. Sakurai Takahiro người từng tham gia lồng tiếng trong Kingdom Hearts lồng tiếng cho nhân vật Cloud. Nomura muốn tiếng nói của Cloud tương phản với giọng nói của Vincent vì họ luôn có những đặc điểm ngược nhau. Ông cảm thấy rằng Vincent trưởng thành hơn Cloud vì thế ông đã chọn Suzuki Shogo người có giọng rất trầm lồng tiếng cho Vincent. Morikawa Toshiyuki lồng tiếng cho nhân vật Sephiroth, anh có một nhóm hỗ trợ để điều chỉnh giọng của mình để phù hợp với các cảm xúc của Sephiroth. Đạo diễn lồng tiếng và Morikawa đã đồng ý là giọng nói của Sephiroth là giọng điềm tĩnh như thể thấy rằng Cloud chẳng thể đánh bại mình. Sakamoto Maaya lồng tiếng cho nhân vật Aerith, Nomura đã đề nghị Ito Ayumi lồng tiếng cho Tifa vì chất giọng "hơi khàn" tương phản với chất giọng trong của Aerith. Morikubo Shotaro lồng tiếng cho nhân vật Kadaj vì nhân vật này có tính cách không ổn định và cần nhiều thời gian để quen với nề nếp. Nomura Kenji lồng tiếng cho Loz với tính cách "ngốc nghếch" còn Kishi Yūji lồng tiếng cho Yazoo. Với phiên bản Advent Children Complete, Nomura nói rằng chẳng khó khăn gì khi lồng tiếng lại khi mà Sakurai và Morikawa đã quen với nhân vật. Tuy nhiên số diễn viên lồng tiếng cho trẻ em nhiều hơn, đáng chú ý là Denzel và Marlene có diễn viên lồng tiếng mới.

### Âm nhạc
Phim có bài hát chủ đề là hát kết thúc mang tựa Calling được soạn và trình bày bởi Himuro Kyosuke cựu ca sĩ của nhóm Boøwy, bài hát này đã phát hành chung với album chứa các bản nhạc của phim. Bản Complete thì sử dụng một bản nhạc mới có tên Safe and Sound do Himuro Kyosuke trình bày cùng Gerard Way, đĩa đơn chứa bài hát đã phát hành vào ngày 14 tháng 7 năm 2010 với hai phiên bản giới hạn và bình thường, phiên bản giới hạn có đính kèm một đĩa chứa đoạn phim trình bày nhạc phẩm.
| BANG THE BEAT / Safe And Sound | BANG THE BEAT / Safe And Sound | BANG THE BEAT / Safe And Sound |
| STT                            | Nhan đề                        | Thời lượng                     |
| ------------------------------ | ------------------------------ | ------------------------------ |
| 1.                             | "BANG THE BEAT"                | 4:31                           |
| 2.                             | "Safe And Sound"               | 4:46                           |
| Tổng thời lượng:               | Tổng thời lượng:               | 9:17                           |

Âm nhạc của Final Fantasy VII Advent Children được soạn bởi Uematsu Nobuo, Kawamori Keiji, Fukui Kenichiro và Sekito Tsuyoshi, điều chỉnh bởi Fukui, Sekito, Kawamori, Shiro Hamaguchi và Toyama Kazuhiko. Nomura đã cẩn thận để tinh chỉnh các bài hát và các bài nhạc được soạn luôn có một số sửa đổi. Uematsu đã chọn Kawamori, Fukui và Sekito điều chỉnh các bản nhạc của mình sao cho chúng có âm điệu giống như rock. Final Fantasy VII Advent Children Original Soundtrack đã được phát hành ngày 28 tháng 9 năm 2005 có chứa nhiều bản nhạc mới của bộ phim cũng như các bản nhạc trong Final Fantasy VII được chơi với các giai điệu khác nhau. Các bản nhạc gốc cũng như được điều chỉnh được chơi với nhiều phong cách khác nhau như hợp xướng, piano hợp xướng cổ điển và nhạc rock. Một phiên bản giới hạn chỉ bán cho những người đặt hàng trước cũng được phát hành, nó có một hình bìa khác, đính kèm các hình ảnh nghệ thuật của Advent Children xoay quanh hai nhân vật Cloud Strife và Sephiroth ngoài ra còn có một cuốn sách nhỏ ghi danh sách và lời các bài hát.
| Final Fantasy VII Advent Children Original Soundtrack (ファイナルファンタジーVII アドベントチルドレン オリジナル・サウンドトラック) | Final Fantasy VII Advent Children Original Soundtrack (ファイナルファンタジーVII アドベントチルドレン オリジナル・サウンドトラック) | Final Fantasy VII Advent Children Original Soundtrack (ファイナルファンタジーVII アドベントチルドレン オリジナル・サウンドトラック) |
| STT | Nhan đề | Thời lượng |
| --- | --- | --- |
| 1. | "Opening" | 1:31 |
| 2. | "Yakusoku no Chi ~The Promised Land~ (約束の地～The Promised Land～)"                                                               | 2:52 |
| 3. | "Beyond The Wasteland" | 4:14 |
| 4. | "Sign" | 1:49 |
| 5. | "Tifa no Theme [Piano Version] (ティファのテーマ [Piano Version])"                                                                  | 4:23 |
| 6. | "For the Reunion" | 2:32 |
| 7. | "Tatakau Monotachi [Piano Version] (闘う者達 [Piano Version])"                                                                      | 4:00 |
| 8. | "Water" | 2:21 |
| 9. | "Materia" | 0:53 |
| 10. | "Black Water" | 2:40 |
| 11. | "Aerith no Theme [Piano Version] (エアリスのテーマ [Piano Version])"                                                                | 4:07 |
| 12. | "Battle in the Forgotten City" | 3:25 |
| 13. | "Violator" | 2:35 |
| 14. | "Kita no Daikuudou [FFVII AC Version] (北の大空洞 [FFVII AC Version])"                                                              | 1:51 |
| 15. | "Tenrai ~Divinity I~ (天来 ～Divinity I～)"                                                                                         | 2:54 |
| 16. | "Tatakau Monotachi [FFVII AC Version] (闘う者達 [FFVII AC Version])"                                                                | 2:00 |
| 17. | "Sara ni Tatakau Monotachi [FFVII AC Version] (更に闘う者達 [FFVII AC Version])"                                                    | 4:24 |
| 18. | "Tenrai ~Divinity II~ (天来 ～Divinity II～)"                                                                                       | 3:35 |
| 19. | "Encounter" | 0:53 |
| 20. | "The Chase of Highway" | 4:34 |
| 21. | "Savior" | 2:16 |
| 22. | "J-E-N-O-V-A [FFVII AC Version]" | 2:46 |
| 23. | "Sairin: Katayoku no Tenshi ~Advent: One-Winged Angel~ (再臨：片翼の天使 ～Advent: One-Winged Angel～)"                             | 6:07 |
| 24. | "Cloud Smiles" | 3:29 |
| 25. | "End Credits" | 5:36 |
| 26. | "CALLING" | 5:03 |
| Tổng thời lượng: | Tổng thời lượng: | 1:22:50 |

Một mini-album mang tựa Final Fantasy VII Advent Children Complete Mini Album đã phát hành vào ngày 10 tháng 4 năm 2009, nó có chứa các bản nhạc mà phiên bản Final Fantasy VII Advent Children Complete đã được thêm vào. Album có cả bài hát kết thúc mới mang tên Safe and Sound trình bày bởi Himuro Kyosuke cùng ca sĩ của nhóm My Chemical Romance là Gerard Way thực hiện. Bản nhạc Water được thay bằng Anxious Heart.
| Final Fantasy VII Advent Children Complete Mini Album | Final Fantasy VII Advent Children Complete Mini Album                             | Final Fantasy VII Advent Children Complete Mini Album |
| STT                                                   | Nhan đề                                                                           | Thời lượng                                            |
| ----------------------------------------------------- | --------------------------------------------------------------------------------- | ----------------------------------------------------- |
| 1.                                                    | "The Chase of Highway [FFVII ACC Version]"                                        | 6:33                                                  |
| 2.                                                    | "Sara ni Tatakau Monotachi [FFVII AC Version] (更に闘う者達 [FFVII ACC Version])" | 6:27                                                  |
| 3.                                                    | "Sign - ACC Long Version"                                                         | 5:06                                                  |
| 4.                                                    | "Advent: One-Winged Angel - ACC Long Version"                                     | 6:55                                                  |
| 5.                                                    | "On the Way to a Smile [EPISODE DENZEL]"                                          | 4:16                                                  |
| Tổng thời lượng:                                      | Tổng thời lượng:                                                                  | 29:17                                                 |

Album chứa các bản nhạc của phiên bản Complete đã phát hành vào ngày 16 tháng 9 năm 2009.
| Final Fantasy VII Advent Children Complete Reunion Tracks (ファイナルファンタジーVII アドベントチルドレン コンプリート リユニオントラックス) | Final Fantasy VII Advent Children Complete Reunion Tracks (ファイナルファンタジーVII アドベントチルドレン コンプリート リユニオントラックス) | Final Fantasy VII Advent Children Complete Reunion Tracks (ファイナルファンタジーVII アドベントチルドレン コンプリート リユニオントラックス) |
| STT | Nhan đề | Thời lượng |
| --- | --- | --- |
| 1. | "BEYOND THE WASTELAND – FFVII ACC VERSION"                                                                                                   | 4:09 |
| 2. | "SIGN – ACC LONG VERSION" | 5:10 |
| 3. | "MAIN THEME OF FINAL FANTASY VII – ACC ORCHESTRA VERSION"                                                                                    | 3:27 |
| 4. | "MUSIC EFFECT" | 0:39 |
| 5. | "Fuan Na Kokoro – FFVII ACC VERSION (不安な心 – FFVII ACC VERSION)"                                                                          | 0:47 |
| 6. | "MATERIA – FFVII ACC VERSION" | 1:26 |
| 7. | "BLACK WATER – FFVII ACC VERSION" | 2:54 |
| 8. | "BATTLE IN THE FORGOTTEN CITY – FFVII ACC VERSION"                                                                                           | 3:29 |
| 9. | "MAIN THEME OF FINAL FANTASY VII – ACC PIANO VERSION"                                                                                        | 1:16 |
| 10. | "Sara ni Tatakau Monotachi – FFVII ACC VERSION (更に闘う者達 – FFVII ACC VERSION)"                                                           | 6:29 |
| 11. | "THE CHASE OF HIGHWAY – FFVII ACC VERSION"                                                                                                   | 6:40 |
| 12. | "ADVENT: ONE-WINGED ANGEL – ACC LONG VERSION"                                                                                                | 6:59 |
| 13. | "AERITH'S THEME – ACC LONG VERSION" | 2:10 |
| 14. | "Yoake ~FFVII no Theme Arrange Version~ (夜明け ～FFVIIのテーマ アレンジバージョン～)"                                                       | 3:53 |
| 15. | "Gishin (疑心)" | 1:27 |
| 16. | "Hidamari (陽だまり)" | 1:12 |
| 17. | "Akai Sora (赤い空)" | 1:27 |
| 18. | "Aoi Sora (青い空)" | 1:14 |
| 19. | "Sunagu Kokoro ~ Tifa no Theme Arrange Version~ (つなぐ心 ～ティファのテーマ アレンジバージョン～)"                                          | 1:00 |
| 20. | "Yakusoku (約束)" | 2:45 |
| 21. | "ON THE WAY TO A SMILE – EPISODE DENZEL –"                                                                                                   | 4:13 |
| Tổng thời lượng: | Tổng thời lượng: | 1:02:46 |

## Đón nhận
Trong tuần đầu tiên phát hành Advent Children đã bán được 410.000 bản DVD. Nếu cộng thêm với các bản UMD thì sẽ là 700.000 bản được tiêu thụ trong tuần đầu tiên. DVD đã dứng hạng thứ hai trong tuần đầu tiên tại Nielsen VideoScan. Trong bảng đánh giá "Anime bán chạy nhất năm 2006" của Nielsen thì bộ phim đứng hạng nhất. Trong bảng xếp hạng Oricon năm 2005 thì phiên bản DVD bình thường đứng hạng 12 trong danh sách các DVD có doanh số cao nhất tại Nhật Bản được bán tại đây với 209.759 bản được bán. Phiên bản giới hạn thì đứng thứ 15 với 202.793 bản được tiêu thụ. Tổ chức Xúc tiến Thương mại Nhật Bản (JETRO) đã đánh giá bộ phim là DVD anime có doanh thu cao nhất tại Hoa Kỳ năm 2006. Trong đánh giá năm 2007 thì nó đứng hạng 10. Phiên bản DVD tiếng Anh thì bán được 963.023 bản với tổng doanh thu $14.860.534 sau năm tuần phát hành. Năm 2006 Square Enix và Sony thống kê thấy bộ phim đã bán được 2,4 triệu bản dưới dạng DVD và UMD với 1.000.000 bản tại Nhật, 1.300.000 bản tại Bắc Mỹ và 100.000 bản tại châu Âu. Mặc dù không đưa ra con số cụ thể số lượng UMD đã bán nhưng Square Enix nói đang tận hưởng doanh thu rất tốt. Đến năm 2009 thì đã có 4,1 triệu bản được tiêu thụ. Phiên bản tiếng Anh của bộ phim cũng nhận được nhiều danh hiệu bán chạy nhất tại Amazon.com. Tại bảng xếp hạng top 10 Anime ở ICv2, Advent Children đã đứng ở vị trí đầu năm 2006 và ở top ba năm 2007.
Phiên bản Blu-ray của Advent Children đã bán 100.000 bản trong ngày đầu tiên phát hành tại Nhật Bản. Trong tuần đầu tiên phát hành phiên bản BD của Advent Children đứng hạng 2 trong danh sách doanh thu cao nhất với 274.774 bản được bán. Trong năm 2009 phiên bản bình thường của Advent Children Complete bán được 49.000 bản tại Nhật Bản, nó đứng hạng 8 trong danh sách "Tổng hợp đĩa Blu-ray bởi số tiền thu được" với 310 triệu Yên (3,4 triệu USD). Trên các trang web về game như Gamasutra và Kotaku thì nói bộ phim là lý do chính để hệ máy PlayStation 3 tăng doanh số trong thời gian một tuần khi phim được phát hành.
Phim anime này nhận được "Giải thưởng Maria" trong Liên hoan phim Sitges năm 2005, cùng danh hiệu "Anime xuất sắc nhất" tại American Anime Awards năm 2007. IGN đã xếp bộ phim đứng hàng thứ 2 trong bảng "Top 10 DVD phim anime". Năm 2007 một video âm nhạc mang tên "Yuhogui Sonata" (유혹의 소나타) do ca sĩ Ivy trình bày muốn lấy cảnh Tifa và Loz chiến đấu với nhau để làm cảnh nền. Đạo diễn của doạn phim nói đó chỉ là để quảng bá cho bộ phim nhưng không thể liên lạc với Square Enix để xin việc cho phép sử dụng. Đoạn video âm nhạc này đã bị cấm phát sóng tại Hàn Quốc vì vấn đề bản quyền. OverClocked ReMix đã phát hành một album tổng hợp với 4 đĩa có tên Voices of the Lifestream. Đạo diễn của Final Fantasy XIII là Toriyama Motomu đã nói về Final Fantasy VII Advent Children là Nó đã trình diễn các cảnh chiến đấu chưa từng xuất hiện trước đây trên dòng Final Fantasy và đã thực hiện các cảnh chiến đấu trong Final Fantasy XIII gần tựa tựa như bộ phim.
Advent Children nhận được nhiều đánh giá khác nhau. Tại 1UP.com, James Mielke đã đánh giá bộ phim là "A-" cùng đánh giá về chất lượng và độ nét của bộ phim là "thật tuyệt vời". Mielke đã gọi đó là "Bộ phim thật sự của Final Fantasy" và hấp dẫn hơn bộ phim đồ họa khác là Final Fantasy: The Spirits Within tuy nhiên anh cũng nói âm nhạc của bộ phim "hơi bị quá đà". Tại Anime News Network, Carlo Santos đã khen đồ họa của bộ phim và gọi nó là "xuất chúng" tuy nhiên anh nói nêu ai chưa chơi Final Fantasy VII sẽ không hiểu cốt truyện. Santos nói về phần Reminiscence of Final Fantasy VII là Cũng khó hiểu như bộ phim và sẽ còn khó hiểu hơn nữa nếu là người chưa từng chơi Final Fantasy VII. John Eriani tại Mania Entertainment cũng đồng ý về phần cốt truyện, nói rằng không phải ai cũng từng chơi Final Fantasy VII để hiểu cốt truyện của bộ phim. Dani Moure đồng ý kiến với Eriani kèm với ý kiến là anh thích cách các nhân vật xuất hiện lần lượt trong bộ phim. Chris Carle tại IGN cùng ý kiến và đã đánh giá phần cốt truyện là 7, anh đánh giá việc lồng tiếng trong phiên bản tiếng Anh và âm nhạc tốt và cho số điểm tổng là 9 trên 10. Todd Douglass Jr. tại DVD Talk nói rằng Đây là bộ phim mà những người hâm mộ trên toàn thế giới đã chờ đợi. Ngoài hình ảnh thì các nhân vật cũng nhận được nhiều đánh giá. Douglass thấy nhân vật Cloud là điểm nhấn của bộ phim. Michael Beckett tại RPGamer đã cho điểm 4 trên 5 cho phần cốt truyện, nhân vật và thiết lập.